# Nola lauta
Nola lauta är en fjärilsart som beskrevs av Swinhoe 1903. Nola lauta ingår i släktet Nola och familjen trågspinnare. Inga underarter finns listade i Catalogue of Life.